# Blaupunkt

Blaupunkt-beeldmerk

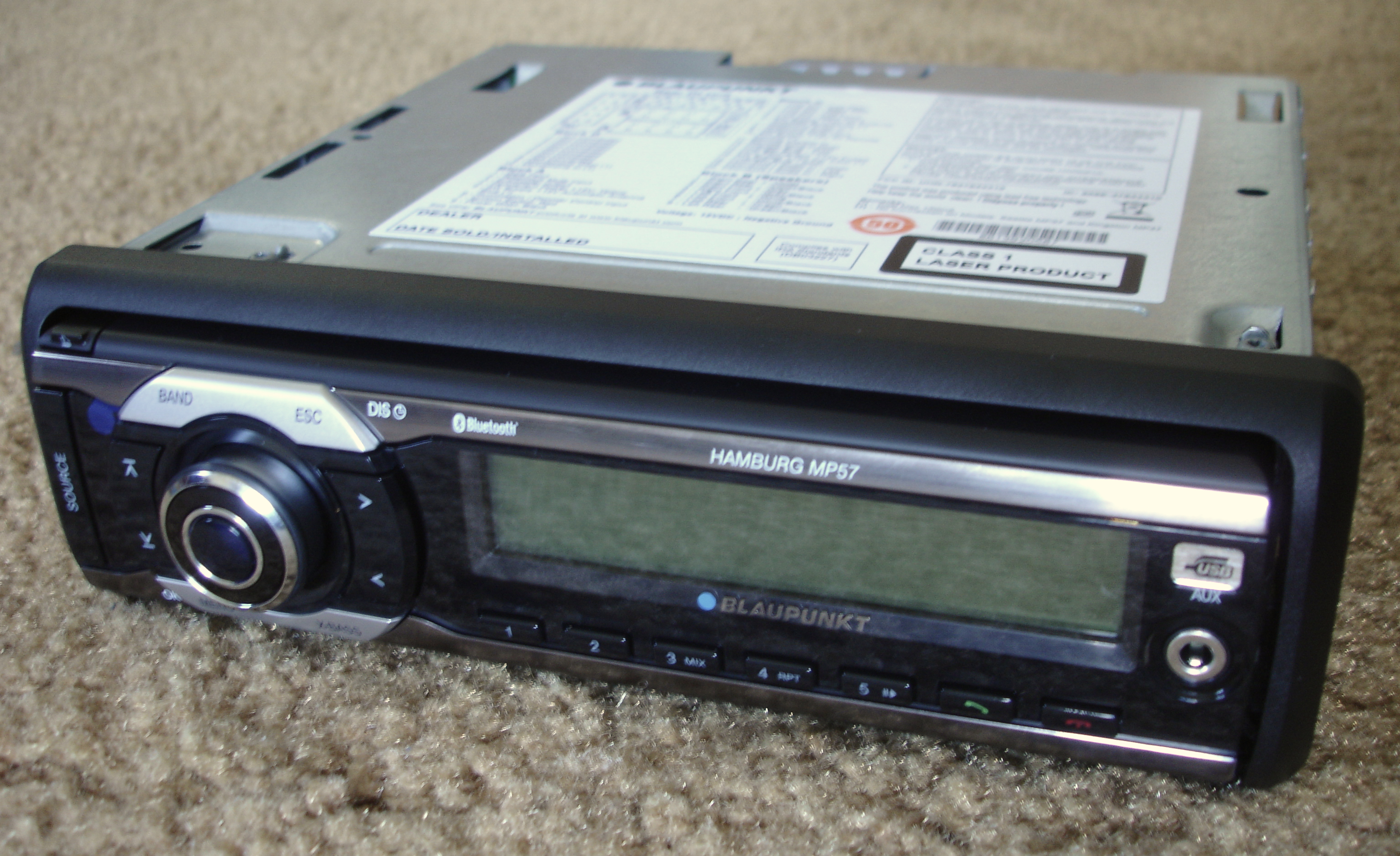
Een Blaupunkt-autoradio

Blaupunkt is een Duitse onderneming opgericht in 1923 voor het fabriceren van hoofdtelefoons. Tot 2008 was het een volledige dochteronderneming van de Bosch Groep. Daarna was Blaupunkt eigendom van Aurelius AG. In 2016 failleerde het bedrijf. Blaupunkt was ooit marktleider in Europa in de categorie autoradio's.
Het bedrijf was lang fabrikant van consumentenelektronicaproducten (bruingoed), zoals hoofdtelefoons, televisietoestellen en audioapparatuur. Later beperkte het zich tot het tegen betaling beschikbaar stellen van de merknaam (brand licensing), onder andere van producten voor gebruik in de auto, zoals autoradio's en navigatiesystemen. 

## Geschiedenis
Blaupunkt werd in 1923 opgericht onder de naam "Ideal-Radiotelefon- und Apparatefabrik GmbH" en produceerde hoofdtelefoons die van een blauwe punt als kwaliteitssymbool waren voorzien.
Na verloop van tijd vroegen consumenten alleen nog naar de "hoofdtelefoons met de blauwe punt" (in het Duits Blaupunkt-Kopfhörern) en het kwaliteitssymbool werd een merknaamsymbool. In 1938 werd de onderneming omgedoopt tot "Blaupunkt".
De eerste autoradio werd door Blaupunkt in 1932 vervaardigd, het was een zeer groot apparaat dat zenders op de midden- en lange golf kon ontvangen. De verkoopprijs van deze autoradio bedroeg een derde van de aanschafprijs van een kleine auto. Tijdens de Tweede Wereldoorlog werkten dwangarbeiders in het kamp Groß-Rosen aan producten van Blaupunkt.
Een Blaupunkt-innovatie was in 1952 de autoradio met ultrakortegolfontvangst (FM-ontvangst), in 1969 gevolgd door een stereo-autoradio. In 1989 bracht Blaupunkt het eerste inbouwautonavigatiesysteem op de markt dat seriematig geproduceerd kon worden en in 1997 integreerde Blaupunkt een autoradio en een mobiele telefoon in één apparaat.